# Charlotte (darreria)

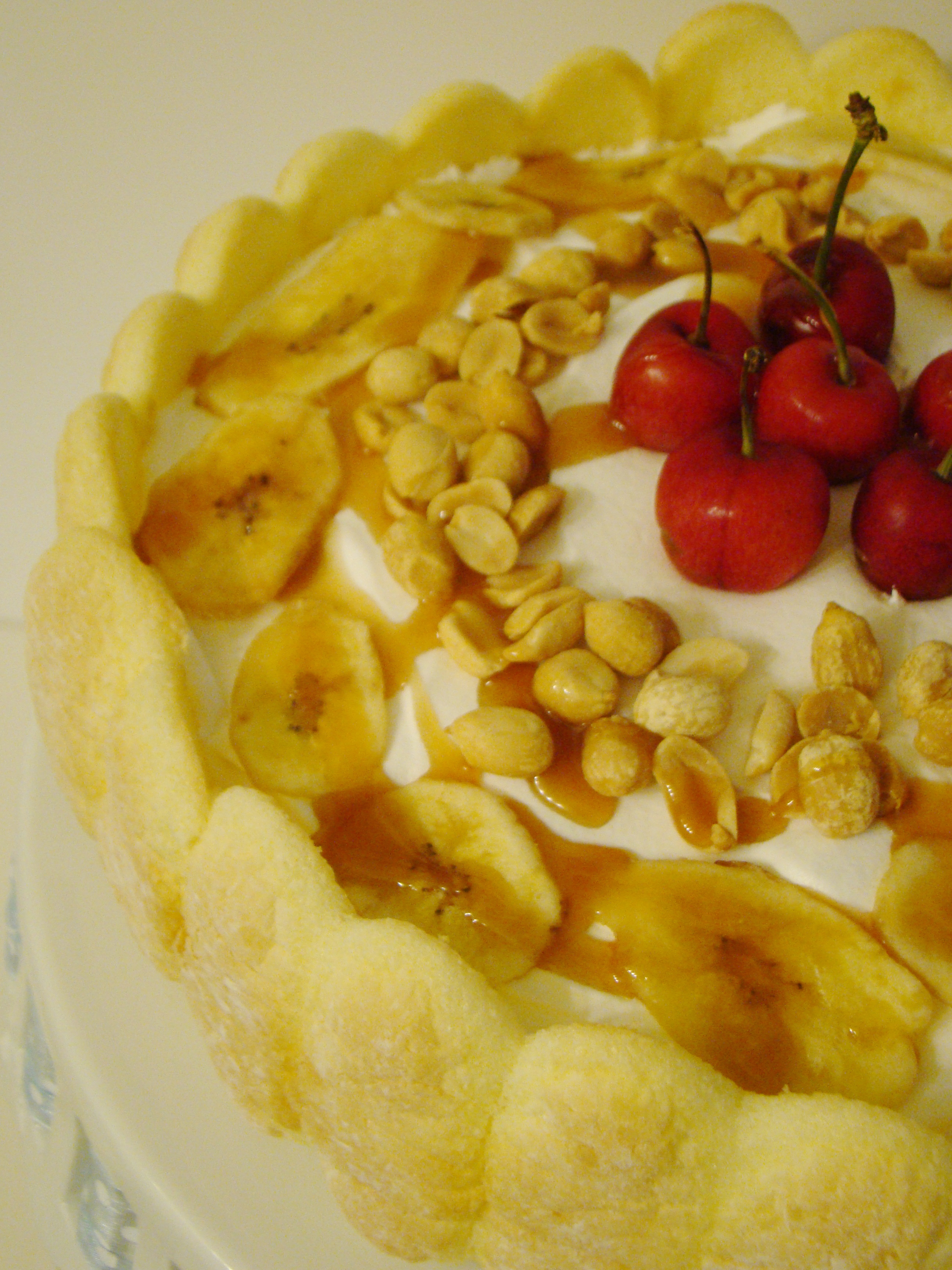
Carlota clàssica o carlota russa (Charlotte russe) farcida de banana, amb les característiques vores de secalls.

La carlota o charlotte (del francès charlotte, diminutiu del nom equivalent al català Carlota), és un pastís d'origen francès que es caracteritza per ser elaborada amb una base de dits de bescuit, que no requereix ésser enfornat i se serveix fred. S'elabora folrant les vores i la base d'un motlle alt amb dits de bescuit, làmines de bescuit, genoveses o diferents sorts de bescuits. Es pot fer amb farciments variats com a cremes, gelats, melmelades, composta de fruites o gelees.

## Història
L'origen de la carlota és debatut, car el seu possible origen remunta a la segona meitat del segle xviii en el Regne Unit. Al començament com unes darreries populars entre cortesans similar a un pastís o trifle anglès que es preparava en un motlle entapissat amb pa recobert de mantega o trossos de pa brioix, amb un farciment de composta de fruita cuita (usualment pomes, peres o prunes). A l'inici era un pastís que requeria un fornejament perllongat, però la recepta va ser alterada a la primeria del segle xix per esdevenir una darreria que se serveix freda, popular entre les classes altes que podien pagar el transport de gel tallat. Es desconeix l'origen exacte del nom de la recepta, però es diu que pot prendre el nom de la reina Carlota de Mecklenburg-Strelitz, esposa del rei Jordi III del Regne Unit. Una altra de les teories estableix que fou una creació del mestre cóc francès Marie-Antoine Carême (1784-1833), qui, a més d'adaptar la recepta anglesa fent-ne unes darreries fredes elaborades amb secalls (en francès, boudoirs) i crema bavaresa (crème bavaroise), va canviar-ne el nom per charlotte à la parisienne o charlotte parisienne en honor de la princesa Carlota Augusta de Gal·les, filla única del rei Jordi IV del Regne Unit, per qui va treballar a començ del segle xix. Carême tornà a batejar anys més tard la recepta com a charlotte à la russe o charlotte russe quan estava al servei del tsar Alexandre I de Rússia, amb la possibilitat que també fos anomenat en honor de la tsarina Carlota de Prússia, esposa del tsar Nicolau I de Rússia.

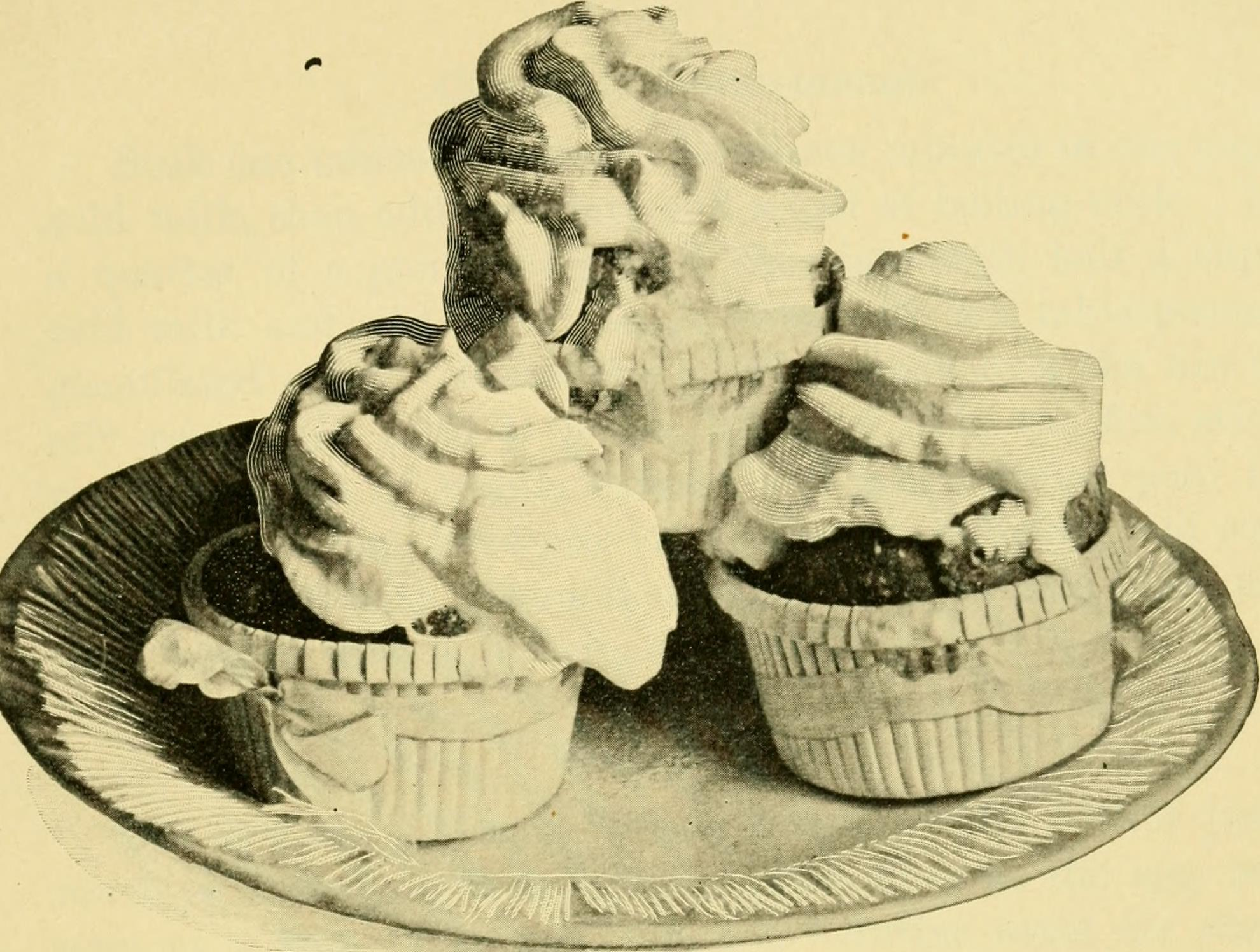
Charlotte russe de Mrs. Seely's Cook Book (1902) a base de teules de bescuit i glaçatge.

Baldament aquest pastís sigui conegut amb el nom de charlotte russe a la cuina francesa i la cuina anglesa, especialment per a referir-se a la recepta elaborada per Carême a base de secalls i crema bavaresa, tanmateix, diferents darreries fredes en diferents regions són ara coneguts com a charlotte o carlota (adaptació en català del nom Charlotte). Era particularment popular entre les classes altes, essent una menja que requeria gel per a la seva preparació; la carlota era elaborada posant els motlles amb tots els ingredients en galledes entapissades de gel, servida immediatament per a evitar que es fongués. El gel transportat de regions fredes era un luxe de les classes altes de la societat europea i americana del segle xix, perquè encara no existien refrigeradors elèctrics a l'època. Amb l'arribada del segle XX arriben els primers refrigeradors o caixes de gel, mobles d'ús domèstic que consistien en un armari metàl·lic amb un compartiment per a emmagatzemar gel que facilitaven la conservació del menjar, la qual cosa va portar a la reinterpretació de la recepta de la carlota en allò que es coneix en anglès com a icebox cake. Durant les primeres dècades del segle XX les empreses bescuiteres com Nabisco posaven receptes en el revers dels paquets dels seus productes, popularitzant així la recepta del icebox cake que adaptava la recepta de la carlota russa amb ingredients fàcilment accessibles i amb una menor complexitat en la preparació per a les mestresses de casa de l'època, a més d'adaptar la recepta per a incorporar l'ús dels bescuits de la marca. Una reinterpretació americana de la recepta coneguda també com a charlotte russe va ser molt popular durant la primera meitat del segle XX als Estats Units. Era una menja freda que es venia en botigues de dolços i restaurants de menjar ràpid i consistia en un got de paper o motlle de ceràmica amb teules de bescuit (sponge cake) i crema batuda o glaçatge decorat amb cirera al marrasquino, fruita seca i xarops.

## Característiques

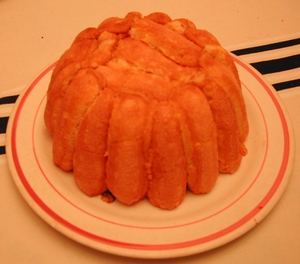
Carlota russa amb parets de secalls.

La principal característica d'una carlota és que se serveix freda i que no requereix fornejament, a més d'aquell que cal per a la preparació dels bescuits, pa o bescuits que l'acompanyen. La base o les vores o les dues coses es folren de diferents tipus de bescuit o galetes que inclouen els secalls (en francès: boudoirs), teules de bescuit (sponge cake), làmines de genovesa, pa brioix o teules de pa de mantega. Cal la utilització d'un motlle de vores altes on es posa els bescuits a la vertical en les vores i ajaguts a la base del motlle de manera que puguin contenir el farciment. Poden utilitzar-se diferents farciments alternats en capes amb altres farciments o amb més capes de bescuit o galetes. Es pot elabrorar amb cremes, crema batuda, cremes de licor, mousse, gelats, melmelades, composta de fruites o gelees, les quals es refreden a fi de mantenir-ne l'estabilitat. La carlota se serveix freda i es pot decorar amb fruites, ratlladures, fruita seca, xocolata o fruits cristal·litzats.
La carlota com a variant del icebox cake també ha de ser refrigerada. La seva preparació es fa amb capes alternades de bescuits plans (bescuits wafer, galetes Marías o galetes Graham) i capes de púding (usualment de xocolata), llesques de banana o crema a base de llet evaporada i llet concentrada, decorada amb bescuits sencers, xarops i ratlladures.

## Variants

### Charlotte russe

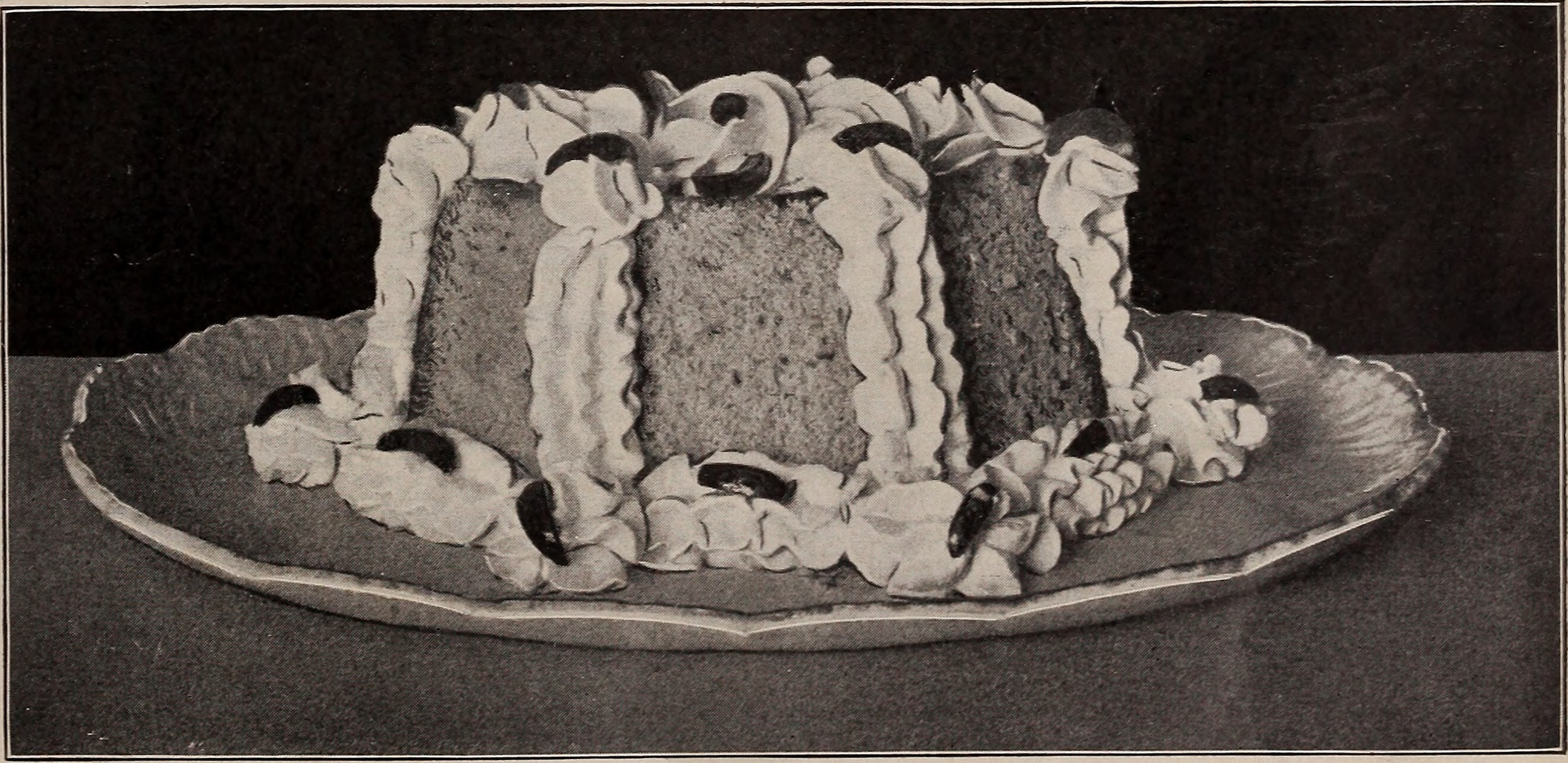
Charlotte russe americana amb parets de sponge cake i farciment de crema batuda, revista de la Boston Cooking School (1908).

Creació i nom atribuïts al mestre cóc francès Marie-Antoine Carême per a la recepta original que consistia en una formació ordenada de secalls o boudoirs (bescuits prims i allargats de pa), usualment banyats en licor que recobrien la base i parets d'un motlle alt i que contenien el farciment de crema bavaresa o crème bavaroise (crema anglesa espessida amb gelatina i crema chantilly), la qual requereix refrigeració per a obtenir una consistència ferma. La recepta de la carlota russa es caracteritza sobretot per la utilització d'aquests bescuits i pot tenir una gran varietat de farciments, generalment a base de cremes o fruites. En la cuina francesa i anglesa es continua d'anomenar charlotte russe. En la cuina americana també és coneguda com a charlotte russe, però té diferents interpretacions que poden acostar-se o allunyar-se de la recepta original. Fou popular en les primeres dècades del segle xx, generalment s'utilitzava bescuits ladyfingers (nom en anglès dels secalls, per la seva forma de dit) o sponge cake (pa de pessic) coberts de crema batuda o glaçats i decorades amb cirera al marrasquino.